# Князево (Архангельский район)
Князево (баш. Князев) — деревня в Ирныкшинском сельсовете Архангельского района Республики Башкортостан России.
Находится на берегу реки Белой.

## Население
| 2002 | 2009 | 2010 |
| ---- | ---- | ---- |
| 22   | ↘19  | ↗20  |

Согласно переписи 2002 года, преобладающая национальность — русские (86 %).

## Географическое положение
Расстояние до:
- районного центра (Архангельское): 25 км,
- центра сельсовета (Ирныкши): 10 км,
- ближайшей железнодорожной станции (Приуралье): 31 км.